# Lymanopoda caucana
Lymanopoda caucana är en fjärilsart som beskrevs av Gustav Weymer 1911. Lymanopoda caucana ingår i släktet Lymanopoda och familjen praktfjärilar. Inga underarter finns listade i Catalogue of Life.